# Aegiphila bogotensis
Aegiphila bogotensis là một loài thực vật có hoa trong họ Hoa môi. Loài này được (Spreng.) Moldenke mô tả khoa học đầu tiên năm 1933.